# Schaumburger Märchensänger

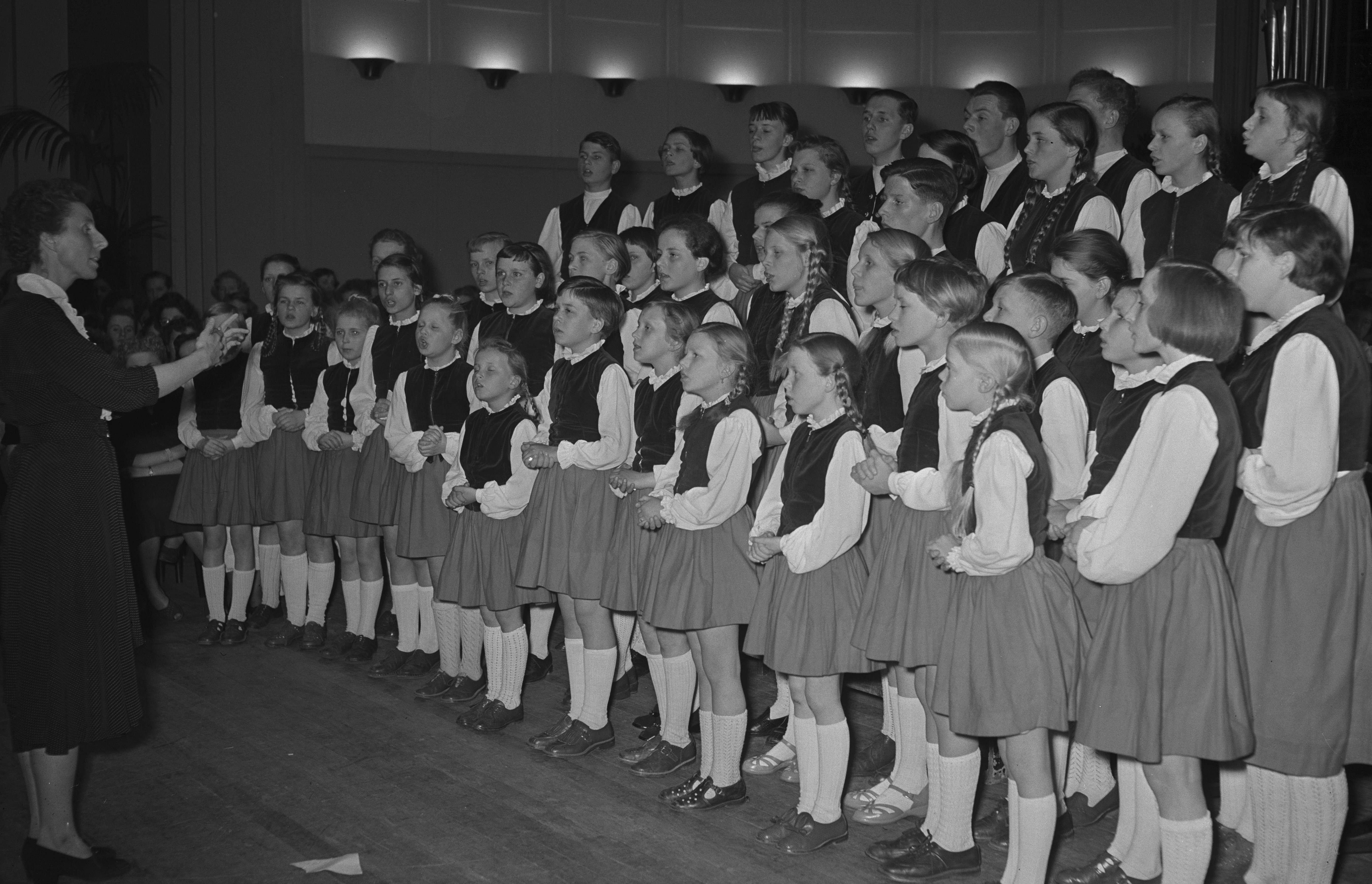
Schaumburger Märchensänger (1953)

Die Schaumburger Märchensänger sind ein Kinder- und Jugendchor, der 1948 von Edith Möller und Erna Pielsticker in Obernkirchen gegründet wurde. Viele seiner Mitglieder in den Anfangsjahren waren Waisenkinder.

## Beschreibung
Die Schaumburger Märchensänger unter der Leitung von Edith Möller erreichten bald nach ihrer Gründung ein hohes musikalisches Niveau. Weltbekannt wurde er 1953 unter dem Namen Obernkirchen Children’s Choir, als der Chor nach dem Sieg bei dem renommierten Llangollen International Eisteddfod Chorwettbewerb in Wales die Zugabe „Der fröhliche Wanderer“ („Mein Vater war ein Wandersmann“) sang. Die BBC übertrug das Konzert und machte das Lied in der englischen Fassung „The Happy Wanderer“ sofort weltweit populär. Die Aufnahme stand ab 23. Januar 1954 für fünf Wochen auf Platz zwei der UK-Single-Charts und insgesamt zehn weitere Wochen unter den ersten fünf. Der Erfolg wurde zudem 1955 im Heimatfilm „Der fröhliche Wanderer“ vermarktet, in dem die Schaumburger Märchensänger als Kinderchor auftraten.
Das volksliedartige Stück wurde vom Bruder der Chorleiterin, Friedrich Wilhelm Möller, komponiert und ist heute ein in viele Sprachen übersetzter Chorklassiker. Durch den damaligen Einfluss des BBC-Auslandsprogramms wurde das Lied nach dem Festival über Nacht zu einem weltweiten Hit. So wurde es zum Beispiel 1955 vom Publikum zum Carnival Roadmarch auf Trinidad gewählt (Proteste der einheimischen Musiker führten prompt zu einer Regeländerung zugunsten der Calypsomusik für die Folgejahre).
Für die „Schaumburger Märchensänger“ folgten auf diesen überraschenden Erfolg zahlreiche internationale Tourneen (14 mehrmonatige USA-Tourneen, Nah- und Fern-Ost-Reisen, Südamerika und Afrika, zahlreiche Reisen innerhalb Europas und ungezählte Konzerte in Deutschland). Auftritte in TV-Sendungen wie der „Ed Sullivan Show“ und in dem eigens um den Erfolg herum geschriebenen Heimatfilm „Der fröhliche Wanderer“. In den fünfziger Jahren zog der Chor in sein neues Heim nach Bückeburg, der Traum der beiden Leiterinnen, Waisenkindern ein Heim zu geben, wurde wahr. Es kam zu Begegnungen u. a. mit Eleanor Roosevelt, Wernher von Braun, John F. Kennedy, Willy Brandt und zahlreichen Staatsoberhäuptern. 1972 erfolgte eine Einladung ins Weiße Haus. Über 30 LPs und ebenso viele Single-Schallplatten zeugen von der Popularität des Chores.
1975 gründete sich aus den Reihen der Ehemaligen der Schütte-Chor. Nach dem Tod der Chorleiterin Edith Möller wurde im Jahr 1976 die „Musikschule Schaumburger Märchensänger“ gegründet. Der Chor stützt sich heute noch auf seine Popularität aus den 1950er Jahren und bemüht sich um ausführliche Nachwuchsarbeit.
1980 zerstritt sich der dann amtierende Chorleiter Denis Halikiopulos mit der Musikschulleitung und gründete mit einem Großteil seiner Chorkinder den Schaumburger Jugendchor, der noch heute die ungewöhnliche Stimmaufteilung Sopran/Mezzosopran/Alt/Bass der früheren „Märchensänger“ sowie zahlreiche Traditionen bewahrt.
Die „Märchensänger“ unter der Leitung von Friedrich-Wilhelm Tebbe ihrerseits wechselten zur SATB-Aufteilung, wodurch es möglich wurde, andere Literatur wie zum Beispiel Motetten und Kantaten von Johann Sebastian Bach und Johannes Brahms, Messen von Wolfgang Amadeus Mozart und Franz Schubert sowie Perlen der Chormusik aus allen Stilbereichen aufzuführen und auf CD einzuspielen. Die Litaniae Lauretanae KV 109 von Mozart führte Tebbe als erster 1983 mit den „Schaumburger Märchensängern“ in Norddeutschland auf, wobei ihm der Verlag Breitkopf & Härtel bei der Erstellung der Partitur behilflich war. Konzertreisen in alle Länder der EU, nach Polen, Ungarn und Jugoslawien, aber auch in die USA und Japan führten die „Schaumburger Märchensänger“ zu weiteren internationalen Erfolgen. Die Mitwirkung in über 50 Fernsehsendungen allein in Deutschland prägten von 1980 bis 1994 das Bild eines Chores, der stets in den Medien präsent war, was auch daran lag, dass die „Märchensänger“ sich mit weltberühmten Künstlern wie Anneliese Rothenberger, Rudolf Schock, René  Kollo, Theo Altmeyer, Dantes Diwiak, Hermann Prey, Gerd Nienstedt und Gunther Emmerlich zu Interpretationen verbanden. Mit La Passeggiata von Gioacchino Rossini erlangten die „Märchensänger“ 1985 unter dem Namen „Coro giovanile di Obernkirchen“ den zweiten Preis im weltberühmten „Chorwettbewerb Guido d’Arezzo“. Tonträger-Einspielungen aus dieser Zeit unter dem Label Europa, besonders die 137 Kinderlieder der Kleinsten der Schaumburger Märchensänger, sind bis heute durch Auflagen in Millionenhöhe erfolgreich.
Der „Schaumburger Jugendchor“ seinerseits berief sich darauf, das wahre musikalische Erbe Edith Möllers und Erna Pielstickers zu bewahren; und beide Chöre trugen bis auf Farbnuancen fast identische Chorkleidung. Der „Bückeburger Sängerkrieg“ sorgte bis in die 1990er Jahre hinein für Schlagzeilen in den Lokalzeitungen und prägt bis heute die Geschichte beider Chöre. Bis heute existieren beide Singschulen parallel.